# Victorine Monniot
Pour les articles homonymes, voir Monniot.
Victorine Monniot est une femme de lettres française du XIXe siècle, née le 30 décembre 1824 à Paris et morte le 27 juin 1880 à Saint-Denis, dans la Seine.

## Biographie

### Enfance et formation
Victorine Monniot, née à Paris en 1824, est la fille d’Elisa Anfrye, d’origine normande, et du capitaine Monniot.

### Carrière
Elle est surtout connue pour avoir écrit Le Journal de Marguerite, roman dont une partie de l'action se passe dans cette île, et dont le personnage principal, Marguerite Guyon, est en partie autobiographique,.